# エドゥアルト・ペイトナー・フォン・リヒテンフェルス
エドゥアルト・ペイトナー・フォン・リヒテンフェルス（Eduard Peithner von Lichtenfels 、1833年11月18日 - 1913年1月22日）はオーストリアの風景画家である。1872年から1901年の間、ウィーン美術アカデミーの風景画の教授を務め、1878年から1880年と1897年から1899年は学部長(Rektor) を務めた。

## 略歴
ウィーンで生まれた。父親はウィーン大学の哲学の教授などを務めたヨハン・ペイトナー・フォン・リヒテンフェルス(Johann Peithner von Lichtenfels: 1793–1866) である。ウィーン美術アカデミーに入学して、フランツ・シュタインフェルトやトマス・エンデルに学んだ後、デュッセルドルフに移って修行を続け、カール・フリードリヒ・レッシングから影響を受け、デュッセルドルフの美術家協会、「Malkasten」の会員として活動した。1854年にウィーンのオーストリア芸術協会(Österreichischen Kunstvereins)の展覧会にスイスの風景を描いた作品を出展し、その後も山岳の風景画などを出展した。
ウィーンに戻った後、1859年オーストリア・サルデーニャ戦争に歩兵部隊の将校として参加した。1871年からウィーン美術アカデミーで教え始め、1872年に風景画の教授の称号を得て、アカデミーの運営に携わった。オーストリア北部の景勝地、ヴァッハウ渓谷のヴァイセンキルヒェンやデュルンシュタインに学生たちを率いて写生旅行を行ない、ベイトナーの教え子を含む、多くの画家がこれらの地域の風景を描くようになった。
油彩画や水彩画を描き、版画も制作した。
娘のパウラ・フォン・リヒテンフェルス(Paula von Lichtenfels)はオペラ歌手になった。

## 作品

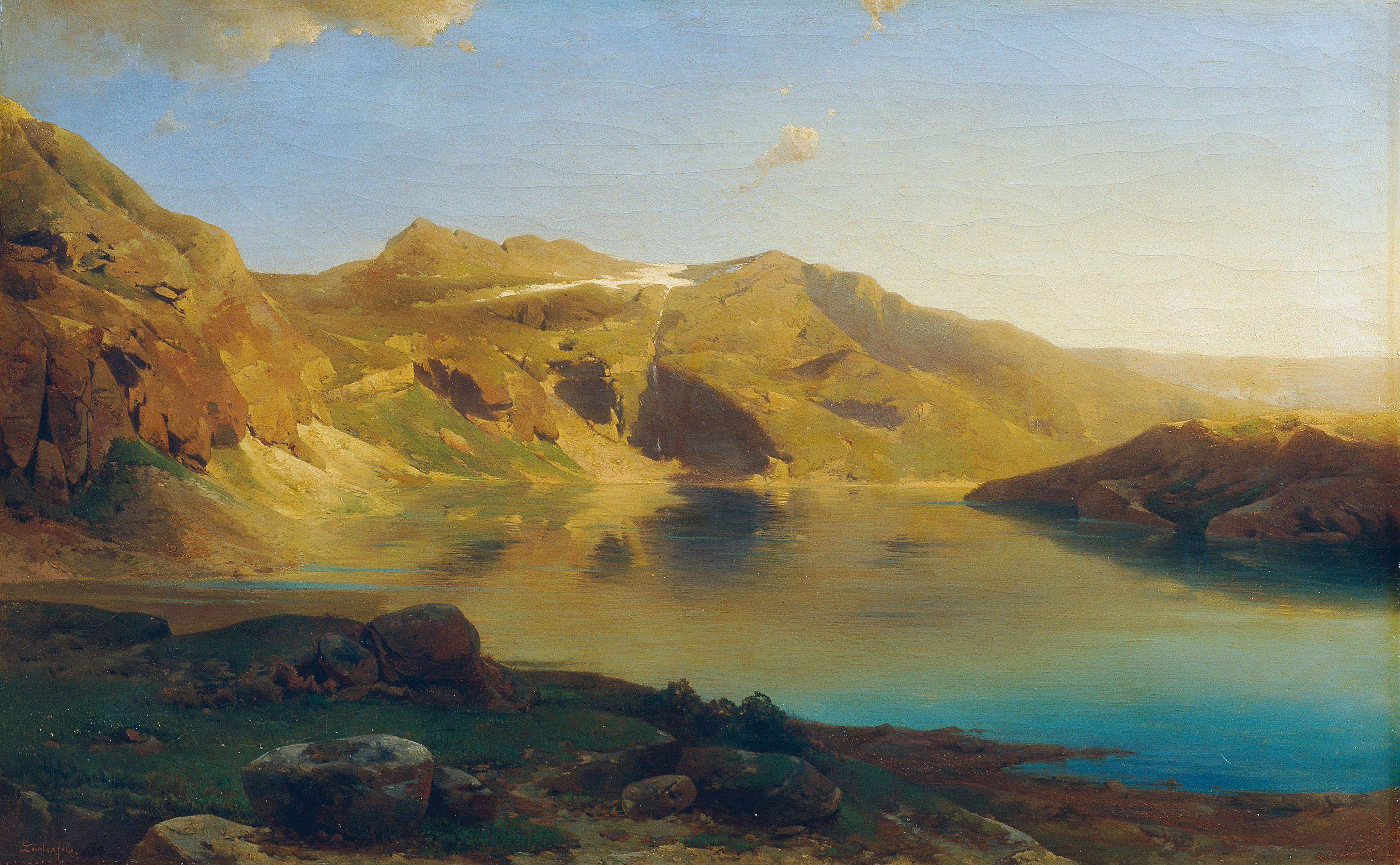
アルプスの湖
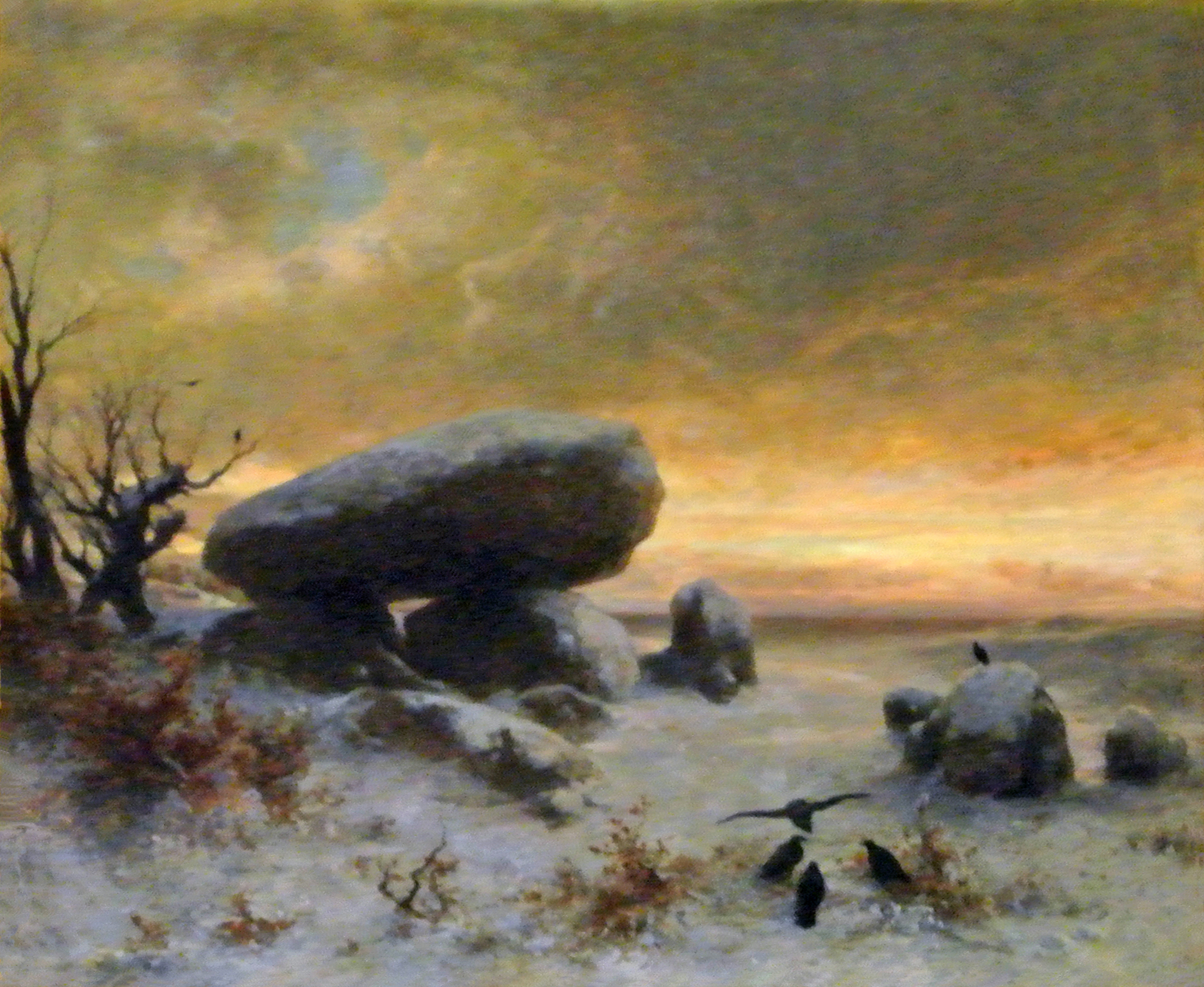
デンマークの遺跡
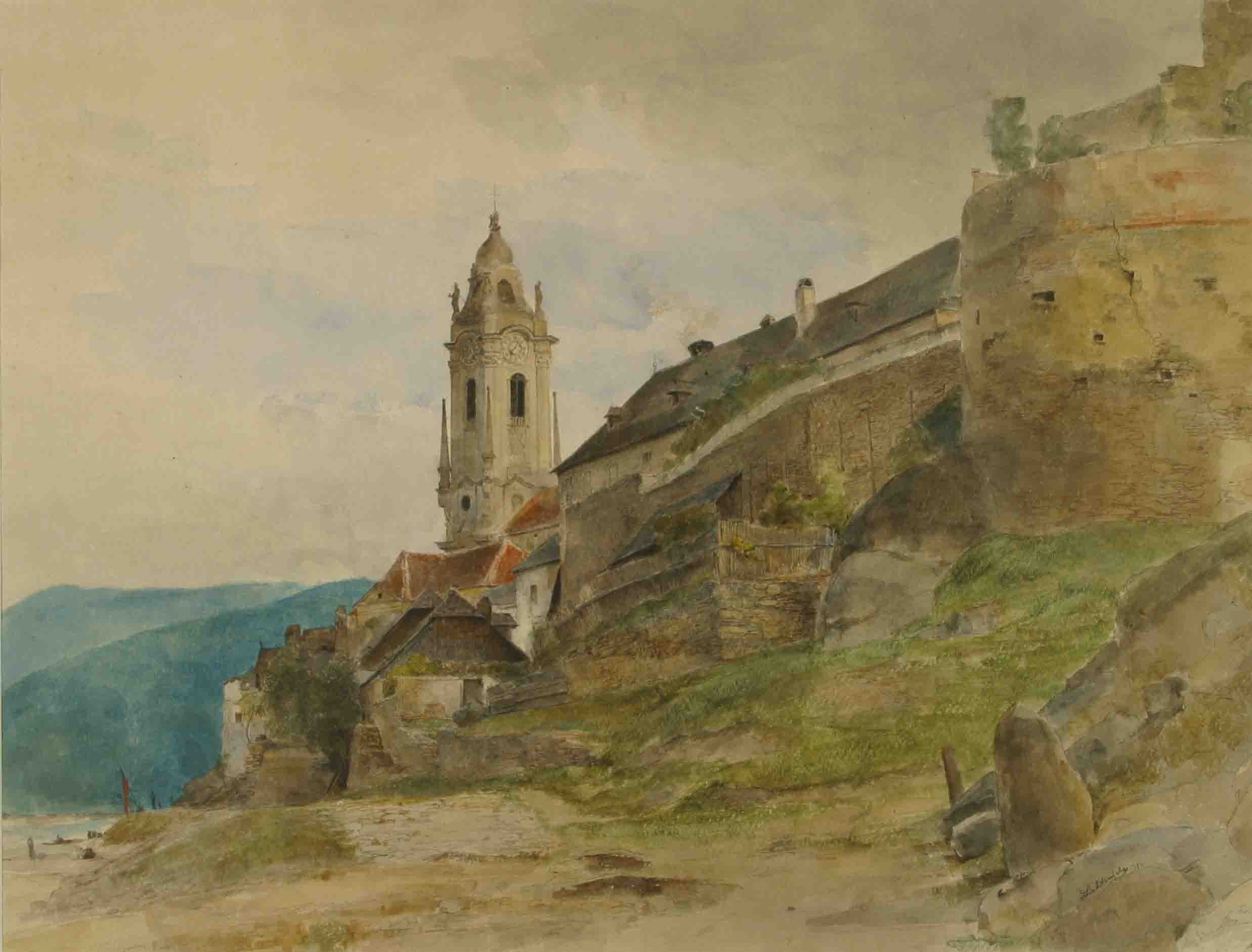
デュルンシュタインの風景
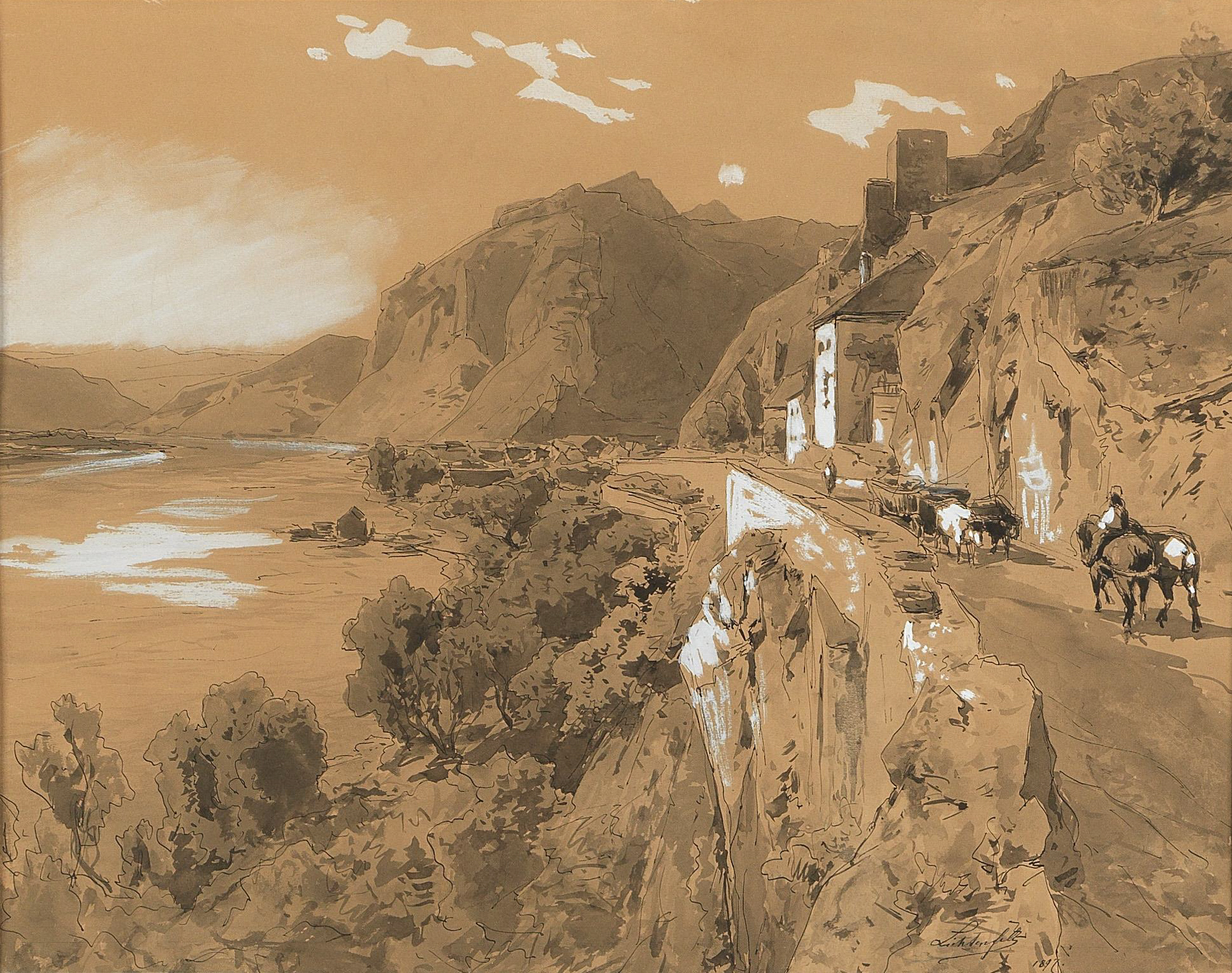
ヴァッハウに向かう道